# Ацио
Ацио (итал. Azzio) је насеље у Италији у округу Варезе, региону Ломбардија.
Према процени из 2011. у насељу је живело 764 становника. Насеље се налази на надморској висини од 382 м.

## Становништво
Према резултатима пописа становништва 2011. у општини је живело 802 становника.
| 1931. | 1936. | 1951. | 1961. | 1971. | 1981. | 1991. | 2001. | 2011. |
| ----- | ----- | ----- | ----- | ----- | ----- | ----- | ----- | ----- |
| 458   | 435   | 445   | 526   | 628   | 632   | 646   | 701   | 802   |